# Jordana Brewster
Jordana Brewster (Ciudad de Panamá, 26 de abril de 1980) es una actriz de origen panameño-estadounidense, conocida por su papel de Mia Toretto en la franquicia de películas de acción Fast and Furious.
Debutó como actriz en un episodio de All My Children en 1995 y luego interpretó el papel recurrente de Nikki Munson en As the World Turns, lo que le valió una nominación como Artista Adolescente Destacada en los Premios Soap Opera Digest de 1997. Su primer papel en un largometraje fue en la película de ciencia ficción y terror de Robert Rodriguez, The Faculty (1998).
Brewster protagonizó la serie reiniciada de TNT Dallas de 2012 a 2014. También tuvo un arco de cinco episodios como Denise Brown en la primera temporada de la serie antológica de crímenes reales de FX American Crime Story (2016). Además, protagonizó como la Dra. Maureen Cahill en la serie de acción y comedia policial de Fox Lethal Weapon (2016–2018).
Otros de sus créditos cinematográficos incluyen el drama The Invisible Circus (2001), la comedia de acción D.E.B.S. (2004) y la película de terror The Texas Chainsaw Massacre: The Beginning (2006).

## Biografía

### Infancia
Brewster nació en Panamá y creció entre Londres, Brasil y Estados Unidos. Es la hija mayor de Alden Brewster, un inversionista bancario estadounidense, y de Maria João Leal de Sousa, una modelo brasileña de la revista Sports Illustrated. Su hermana menor es Isabella Brewster.
Su abuelo paterno es Kingman Brewster, Jr., quien fue un educador, diplomático, presidente de la Universidad de Yale y embajador de los Estados Unidos durante finales de los años 70. Brewster cuenta con la nacionalidad brasileña y estadounidense, y se identifica así misma como "mitad brasileña y mitad estadounidense".
Estudió en el Convent of the Sacred Heart (Convento del Sagrado Corazón) en Nueva York y en la Professional Children's School de la misma ciudad. En 2004 se graduó de la Universidad de Yale, en New Haven, Connecticut. Brewster habla portugués con fluidez.

### Trayectoria cinematográfica
De 1995 a 1998 interpretó a la heroína adolescente Nikki Grave Munson en el drama de la CBS As the World Turns. En 1998 también apareció en la película de ciencia ficción The Faculty.
En 1999 apareció en las películas The '60s, donde interpretó a una joven que protesta por la guerra de Vietnam y en The Invisible Circus, donde interpretó a Phoebe O'Connor.
En 2001 interpretó por primera vez a Mia Toretto en la película de acción The Fast and The Furious. Mia es la hermana de Dominic Toretto (Vin Diesel), que se enamora del guapo oficial de policía Brian O'Conner (Paul Walker). Este papel es una de sus interpretaciones más reconocidas.
En 2004 interpretó a la villana Lucy Diamond en la película D.E.B.S. Originalmente, Jordana había audicionado para el papel de Amy Bradshaw, pero la directora y escritora Angela Robinson la convenció de interpretar a Lucy.
En 2005 interpretó a Grace Chance en la película dramática Nearing Grace.
En 2006 protagonizó la película de terror The Texas Chainsaw Massacre: The Beginning, donde interpretó a Chrissie. Ese mismo año interpretó a la Guardiamarina de Segunda Clase Ali Holloway en la película Annapolis. En esta cinta, Ali es una de las instructoras e interés romántico del Marino Jack Huard (James Franco).
Entre 2008 y el 2009 apareció como personaje recurrente en la serie Chuck, donde interpretó a la doctora Jill Roberts, novia de Chuck mientras ambos estudiaban en Stanford y que poco después se convirtió en agente.

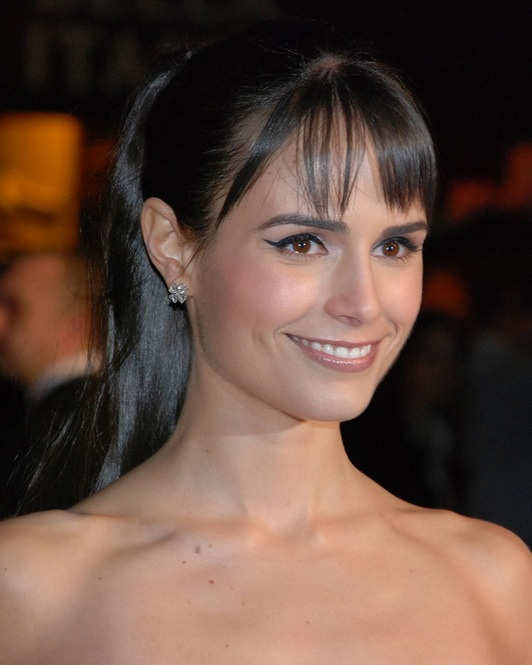
Brewster en el estreno de Fast & Furious en 2009.

En 2009 interpretó de nuevo el papel de Mia Toretto en la película Fast & Furious, la cuarta entrega de la saga, estrenada en abril del mismo año.
En 2010 apareció como personaje invitado en dos episodios de la segunda temporada de la serie dramática Dark Blue, donde interpretó a Maria, una propietaria de una galería de arte que se ve involucrada con narcotraficantes.
En 2011 vuelve a interpretar a Mia Toretto' en Fast Five, la quinta entrega de la saga The Fast and The Furious.

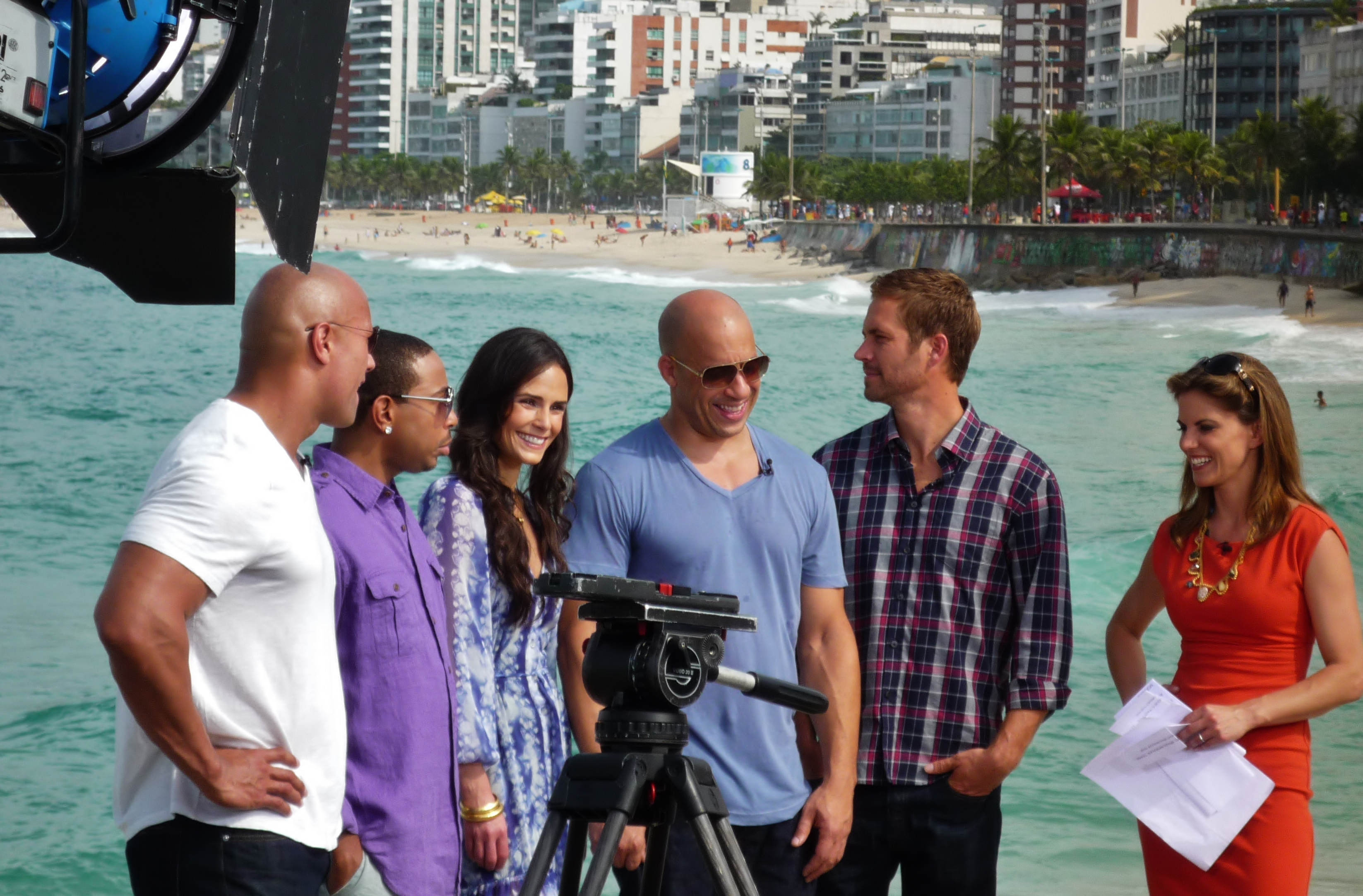
Brewster (tercera desde la izquierda) con el elenco de Fast Five en 2011.

En 2012 comenzó a participar en la secuela de la serie Dallas, interpretando uno de los papeles principales.
En 2013 se estrenó la película Fast and Furious 6, en la cual interpreta nuevamente a Mia Toretto, y donde se vuelve a juntar el equipo de su hermano Dom, para desmantelar otro equipo de expertos, con la aparición de Letty nuevamente.
En 2015, tras volver a la gran pantalla con la séptima entrega, Furious 7, como Mia Toretto, Jordana Brewster se pasa a la televisión.
En 2016 interpreta a Denise Brown, la hermana de Nicole Brown Simpson, en The People v. O. J. Simpson, la primera temporada de la serie antológica del canal FX American Crime Story, basada en el caso O. J. Simpson. También en 2016 participa en la serie de comedia policial de Fox Lethal Weapon, en el papel de la psicóloga Maureen Cahill, y en la segunda temporada de la serie antológica de drama de ABC Secrets and Lies, como Kate Warner.
Brewster regresó como Mia Toretto en F9, la novena película de la saga The Fast and The Furious, estrenada en junio de 2021.

### Vida personal

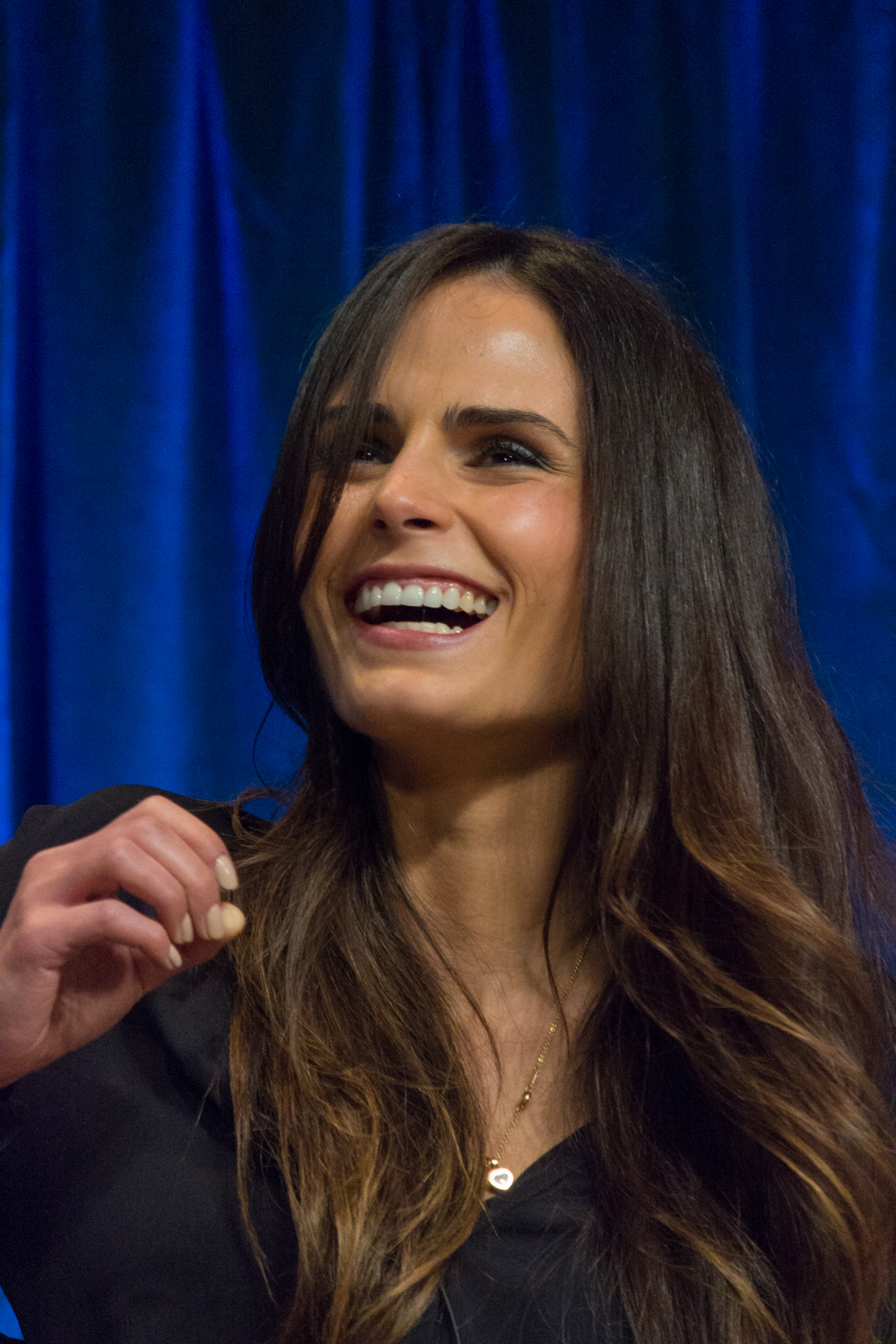
Brewster en el foro PaleyFest 2013 en el programa de televisión Dallas.

Jordana Brewster se casó con el productor de cine Andrew Form el 6 de mayo de 2007 en una ceremonia privada en las Bahamas. Ambos se habían conocido durante el rodaje de la película The Texas Chainsaw Massacre: The Beginning. Brewster y Form tuvieron dos hijos nacidos mediante subrogación gestacional: Julian (nacido el 10 de septiembre de 2013) y Rowan (nacido el 9 de junio de 2016). 
En 2020, la actriz y el productor deciden separarse luego de trece años de matrimonio. Tras anunciar la separación, Brewster solicitó la orden de divorcio para iniciar una relación sentimental con el empresario ejecutivo Mason Morfit, estando aún casada legalmente. Comenzó a salir con Mason Morfit en julio de 2020, se comprometió con su pareja en septiembre de 2021. Se casaron un año después, en septiembre de 2022.

## Filmografía

### Cine
| Año  | Título                                              | Papel           |
| ---- | --------------------------------------------------- | --------------- |
| 1998 | The Faculty                                         | Delilah Profitt |
| 1999 | The Invisible Circus                                | Phoebe O'Connor |
| 2001 | The Fast and the Furious                            | Mia Toretto     |
| 2004 | Win a Date with Tad Hamilton!                       | Actriz          |
| 2004 | D.E.B.S.                                            | Lucy Diamond    |
| 2005 | Nearing Grace                                       | Grace Chance    |
| 2006 | The Texas Chainsaw Massacre: The Beginning          | Chrissie        |
| 2006 | Annapolis                                           | Ali Holloway    |
| 2009 | Fast & Furious                                      | Mia Toretto     |
| 2011 | Hot Dog Water                                       |                 |
| 2011 | Fast Five                                           | Mia Toretto     |
| 2013 | Fast & Furious 6                                    | Mia Toretto     |
| 2014 | American Heist                                      | Emily           |
| 2015 | Home Sweet Hell                                     | Dusty           |
| 2015 | Furious 7                                           | Mia Toretto     |
| 2019 | Random Acts of Violence (Violencia aleatoria [Esp]) | Katherine       |
| 2020 | Hooking Up                                          | Tanya           |
| 2021 | F9                                                  | Mia Toretto     |
| 2023 | Fast X                                              | Mia Toretto     |

### Televisión
| Año         | Título                                            | Papel                       | Notas                                  |
| ----------- | ------------------------------------------------- | --------------------------- | -------------------------------------- |
| 1995        | All My Children                                   | Anita Santos                | 1 Episodio                             |
| 1995 - 2001 | As the World Turns                                | Nikki Munson                | 104 Episodios                          |
| 1999        | The '60s                                          | Sarah Weinstock             | Miniserie                              |
| 2008 - 2009 | Chuck                                             | Dra. Jill Roberts           | 4 Episodios                            |
| 2010        | Dark Blue                                         | Maria                       | 3 Episodios                            |
| 2010        | Gigantic                                          | Celebridad                  | 2 Episodios                            |
| 2012 - 2014 | Dallas                                            | Elena Ramos                 | Personaje principal. 40 Episodios      |
| 2013        | Project Runway                                    | Ella misma / Juez invitada  | 1 Episodio                             |
| 2016        | American Crime Story: The People v. O. J. Simpson | Denise Brown                | Recurrente. 5 Episodios                |
| 2016        | Secrets and Lies                                  | Kate Warner                 | Personaje principal (T2). 10 Episodios |
| 2016        | Robot Chicken                                     | Molly McIntire, Cindy Brady | Voz. 1 Episodio                        |
| 2016-2018   | Lethal Weapon                                     | Dra. Maureen Cahill         | 3 Temporadas                           |
| 2019        | Magnum P.I.                                       | Hannah                      |                                        |
| 2023        | Luces de neón                                     | Gina                        | 1 Temporada                            |

### Vídeos musicales
| Año  | Título          | Artista                    |
| ---- | --------------- | -------------------------- |
| 2000 | "It's Over Now" | Neve                       |
| 2001 | "Furious"       | Ja Rule, Vita & O1         |
| 2015 | "See You Again" | Wiz Khalifa & Charlie Puth |

## Premios y nominaciones
| Año  | Otorga                   | Premio                                 | Trabajo                                    | Resultado |
| ---- | ------------------------ | -------------------------------------- | ------------------------------------------ | --------- |
| 1997 | Soap Opera Digest Awards | Outstanding Teen Performer             | As the World Turns                         | Nominada  |
| 1997 | Teen Choice Awards       | Choice Movie Actress: Horror/Thriller  | The Texas Chainsaw Massacre: The Beginning | Nominada  |
| 1997 | Teen Choice Awards       | Choice Movie: Scream                   | The Texas Chainsaw Massacre: The Beginning | Nominada  |
| 2009 | Teen Choice Awards       | Choice Movie Actress: Action Adventure | Fast & Furious                             | Ganadora  |
| 2015 | Tenn Choice Award        | Choice Movie Actress: Action Adventure | Furious 7                                  | Nominada  |
| 2017 | Teen Choice Awards       | Choice TV Actress: Action              | Lethal Weapon                              | Nominada  |
| 2017 | People's Choice Awards   | Favorite Actress in a New TV Series    | Lethal Weapon                              | Nominada  |